# 도쿄 지방
도쿄 지방(일본어: 東京地方 도쿄치호[*])이란 도쿄도 중 도서 지역인 이즈·오가사와라 제도를 제외한 본토 부분 전역을 가리키는 지역 이름이다. 보통 일기 예보에서 쓰이는 말이다. 도서 지역은 도쿄 지방과 기후가 다른 지역이기 때문에 분리하는 것이며, 도서 지역 자체도 범위가 넓기 때문에 '이즈 남부' (伊豆諸島南部), '이즈 북부' (伊豆諸島北部), '오가사와라 제도' (小笠原諸島)로 세분화하기도 한다. 이는 다른 현을 다시 세분화할 때 '○○현 북부', '○○현 남부'라고 지칭하는 것과 마찬가지다.
가끔씩 일기예보가 아닐 때에도 쓰이는 경우가 있는데, 도쿄 도는 일본의 수도라는 특수성을 감안해 간토 지방에서 분리해 따로 언급할 때 쓰이는 말이다. 그러나 일반적으로 오키나와가 규슈 지방에 있는 것처럼, 도쿄 도가 간토 지방에 포함되는 것은 분명하다.